# Parapenia thailandica
Parapenia thailandica là một loài bọ cánh cứng trong họ Elateridae. Loài này được Suzuki miêu tả khoa học năm 1982.